# Dorpsstraat 21 (Lage Vuursche)
Dorpsstraat 21 is een rijksmonument in de plaats Lage Vuursche in de Nederlandse provincie Utrecht. Het pand is onderdeel van een van rijkswege beschermd dorpsgezicht.
Het huis is onderdeel van een rij huizen met nummers 19-23. Het eenvoudige witgepleisterde huis uit het midden van de negentiende eeuw heeft een zadeldak met puntgevel aan de straat. Boven de deur is een drieruits bovenlicht.